# Djupadal
För herrgården i Blekinge, se Djupadals herrgård. För strandmalen, se Kullaberg.
Djupadal är ett bostadsområde i stadsdelen Limhamn-Bunkeflo, Malmö. Djupadal ligger mellan Rudbecksgatan och Inre ringvägen, väster om Elinelundsvägen. Området består till stor del av radhus, kedjehus och villor, byggda från 1950-talet och framåt.
I den västra delen ligger Limhamns kyrka, med sin stora kyrkogård. Centralt ligger Djupadalsskolan. I området finns även Djupadals förskola, Brodda förskola och Morotens förskola.
Området är uppkallat efter Djupadalsgården, som låg där innan bebyggelsen tillkom.
Det finns även en matvarubutik och en pizzeria. Tidigare fanns det ytterligare en mataffär, men den slog igen i början av 2006.
I området finns även en scoutkår.